# Randy Culpepper
Randy Lechard Culpepper (Memphis, 16 maggio 1989) è un cestista statunitense.

## Carriera
Dopo aver terminato il quadriennio universitario a UTEP, chiudendo l'anno da senior con 19,3 punti di media a partita, debutta in Europa nel 2011-12 con la formazione ucraina dello Zaporizhye, dove rimane per due stagioni. Nell'estate 2013 lo statunitense si trasferisce al Volgograd, con cui ha fa registrare 26 punti di media a partita, risultando il miglior marcatore dell'intera VTB League.
Dopo una breve parentesi in Libano all'Al Hekmeh Beirut, nel 2014-15 torna al Volgograd, segnando 21 punti di media in VTB e 19,2 punti in Eurocup (top-scorer della manifestazione). Successivamente veste le maglie di Limoges, Besiktas Istanbul e Best Balikesir, prima dell'approdo nel campionato italiano dove conduce Cantù alla qualificazione ai playoff.

## Palmarès
- Supercoppa LNP: 1

Scafati: 2020